# Публий Орфидий Сенецион
Публий Орфидий Сенецион (лат. Publius Orfidius Senecio) — римский политический деятель первой половины II века.
Сенецион происходил из Центральной Италии. В 144/146?—146/148 годах он находился на посту легата пропретора Верхней Дакии. В 148 году Сенецион занимал должность консула-суффекта. Больше о нём ничего неизвестно.